# La leyenda de las momias de Guanajuato
La leyenda de las momias de Guanajuato (también conocida como La leyenda de las momias) es una película de animación mexicana de 2014 dirigida por Alberto Rodríguez y producida por Ánima Estudios. Es la tercera entrega de la serie cinematográfica Las Leyendas —desarrollada a partir de personajes creados por Ricardo Arnaiz— y secuela de La leyenda de la Llorona (2011), y su historia toma como base central a las Momias de Guanajuato, un célebre conjunto de cuerpos momificados originarios del estado de Guanajuato. Es la decimotercera película de Ánima Estudios, y específicamente la séptima producción cinematográfica del estudio —sin contar lanzamientos para formatos domésticos de video y lanzamientos digitales de video bajo demanda—.
Es protagonizada por Benny Emmanuel como la tercera voz de Leo San Juan, mientras que el antagonista principal es interpretado por Andrés Couturier, y el resto del reparto principal está conformado por Mayté Cordeiro, Rafael Inclán, Couturier, Humberto Solórzano, Romina Marroquín Payró y Jesús Guzmán, y se suman las incorporaciones de Ale Müller, José Luis Orozco, Eduardo España y Annie Rojas como personajes episódicos y principales, respectivamente.
En la película, el niño Leo San Juan (Emmanuel) y sus amigos espectrales Teodora (Cordeiro), Alebrije (Inclán) y Don Andrés (Couturier) viajan con rumbo a Guanajuato para rescatar a la niña Xóchitl (Rojas), antigua amiga de ellos, y detener la invasión de un grupo de momias que mantienen en vilo a los habitantes, misión que el fantasma del difunto fraile de Puebla, Fray Godofredo, les encomendó tras resolver el caso de la Llorona en Xochimilco.
La leyenda de las momias de Guanajuato se estrenó en México el 30 de octubre de 2014, bajo la distribución de Videocine. Su cobertura abarcó salas tradicionales en formato monoscópico 2D y salas especiales equipadas con 4DX, un formato del sistema de presentación conocido como cine 4D, convirtiéndose en la primera cinta mexicana en ser lanzada en este formato. Tuvo una recepción desde mixta hacia negativa por parte de la crítica especializada y una recaudación en taquilla superior a los 92.25 millones de pesos (equivalentes a 6.3 USD).
Se puede ver por las plataformas de streaming: Vix, Netflix, Prime Video y Max.

## Argumento
La historia comienza en Guanajuato en el año 1810, durante una mina que se encuentra apenas en excavación, Don Gaspar, el líder de trabajadores, encuentra la veta principal de la mina, se dirige a donde se entregan las municiones y lee una nota linda que le escribió su hija Valentina, sin embargo, este le indica en la nota que les entregue más municiones, algo que entristece un poco a la niña.
Mientras siguen excavando, un trabajador encuentra una extraña cámara donde se encuentra un enorme altar con una cara de roca, dos pequeñas mesas con forma de manos y una extensa ofrenda de oro sumergida en agua. En una mano, hay un extraño diamante azul, por accidente lo mueven y el altar parece activarse levemente, Gaspar quita la piedra y el altar se desactiva, sin embargo, los sorprende Rosseau, el patrón de los obreros venido de Francia. Le quita la piedra a Gaspar y les informa que la mina ha sido cerrada y echa a los trabajadores.
Durante la noche, Gaspar, con uno de los trabajadores, se deciden ir a pedir el pago por la mina a Rosseau, Valentina trata de evitarlo, pero su padre le afirma que está bien. Los hombres van a la mina y encuentran a Rosseau cargando un cadáver y lo siguen hasta el altar, ahí, Rosseau comienza a recitarle un cántico al altar, coloca la piedra azul en una de las manos y una estela del mismo color sale despedida al techo, con otra piedra roja que él tenía en su poder, la coloca en la otra mano y otra estela sale del altar, uniéndose en el techo y creando un torbellino amarillo que comienza a descender al cadáver, sin embargo, el trabajador amigo de Gaspar, entra a la ofrenda de oro y toma unos collares, Rosseau le advierte, pero el hombre no obedece, los ojos de la figura se tornan rojos y el hombre es asesinado, siendo destruido por el altar. Esto provoca que las momias se levanten.
Gaspar, al querer desactivar el portal, roba la piedra azul, sin embargo, la pierde en la mina, Rosseau lo encuentra, pero al darse cuenta de que no tiene la gema, usa una energía negra para debilitar al hombre, enciende la dinamita y sale de la mina, Gaspar solo es capaz de decir el nombre de su hija antes de que los explosivos detonen y lo maten.
Valentina es atrapada por unos guardias, sin embargo, antes de llevárselas, las momias comienzan a llegar a la ciudad. Los guardias se van. Alguien toca la ventana de la niña, descubriendo que le han dejado una moneda de plata, la niña toma una capa y escapa de su casa, desapareciendo completamente.
Tiempo después, Leo San Juan, el Alebrije, Don Andrés y Teodora, llegan a Guanajuato, después de ser advertidos por Fray Godofredo de que las momias capturaron a su amiga Xóchitl, sin embargo, al llegar, son atacados por las momias, pero los salva un niño llamado Luis, quien les informa que vayan al mercado, ya que es un sitio seguro de las momias, ya ahí, Don Andrés se encuentra con una chica la cual la ve hermosa, siendo en realidad una mujer fea, Alebrije se encuentra con otro alebrije llamado Evaristo, Leo lee en una pancarta sobre un incendio ocurrido en la cárcel, asesinando a varios presos. Ahí se encuentra con Luis, después de hacer equipo y ayudar a una mujer que era atacada por las momias, sin embargo, esta se sorprende ya que una momia era su difunto marido. Después de trabajar en equipo, ambos deciden hacer equipo, pues Luis dice que busca a su Tío Gaspar para limpiar su nombre.
Finando y Moribunda se encuentran con los dos muñecos de la película anterior, los cuatro deciden hacer equipo para encontrar a Chichi, el perro de Teodora quien llegó a Guanajuato.
Leo y Luis son atacados por las momias, pero logran escapar al darse cuenta de que las momias no los atacan con el fin de lastimarlos, Leo intuye que la mina y el despertar de las momias está relacionado con el accidente de Gaspar. Sin embargo, en la morgue de Guanajuato, los cadáveres de los presos incinerados, despiertan como unas momias negras que atacan a los dos niños, durante la pelea, se revela que Luis es en realidad Valentina, la hija de Gaspar.
Leo decide ayudar a la niña y ambos van a la mina.
Andrés tiene un problema con el padre de la mujer de la que se enamoró, sin embargo, al darse cuenta de que en realidad la ama, acepta la boda y los lleva con un chamán que dice les puede decir donde está Xóchitl, al llegar, el hombre se revela como el chamán que cambia de forma a Alebrije mostrando su poder de clarividencia.
Él les explica que Rosseau, después de la muerte de su esposa, usó el altar para intentar revivir a su mujer al abrir el portal que separa la vida de la muerte, sin embargo, cuando el trabajador intento robar en el altar, el balance de la vida y la muerte se rompió, lo que resucitó a las momias. Sin embargo, debido a que Gaspar perdió la piedra, Rosseau necesita el alma de un ser que ha tenido contacto con lo sobrenatural y que busca a un niño quien venció a la Nahuala y a la Llorona, Teodora descubre que es Leo y se van a la mina para salvar a su amigo. Pero antes, el hombre dice que para cerrar el portal necesitan la piedra.
Leo y Valentina, llegan a la mina, pero Rosseau los captura y los lleva al altar, pero antes de que use a Leo, la momia de Gaspar llega y salva a los niños, Leo ve un pequeño paquete de donde viene la voz de Xóchitl, al abrirlo, la niña es liberada y se abrazan y luego usa sus poderes para tratar de noquear a Rosseau. Los tres se van por las viejas vías que dan al altar, pero ésta se derrumba, Gaspar, al ver que Leo está del lado del altar, salva a su hija al lanzarla con Leo, la vía se derrumba y el hombre con ella.
Sus demás amigos junto con Evaristo, llegan a la mina después de ser perseguidos por las momias malvadas, al llegar, intentan atacar a Rosseau, pero él le dice a Leo que puede terminar con eso al hacer lo que le pide, Leo acepta y Rosseau lo debilita y lo pone en el altar, éste se vuelve a activar y con éxito, Dennis, la pareja de Rosseau, resucita. Pero ella le dice que su vida ha terminado, y le pide que la deje ir, el portal se descontrola y la mujer regresa a él, Rosseau entra a la ofrenda y saca un anillo, lo que provoca que el altar se enoje y lo asesine, Xóchitl debilita el hechizo del altar, lo que hace que Leo sea liberado del conjuro.
Gaspar llega y le entrega una nota muy emotiva a su hija, también le da la piedra sagrada a Leo, Andrés le dice que la use para cerrar al portal, Leo la usa y el portal se comienza a cerrar, las momias toman su forma en vida y entran nuevamente al portal haciendo que todos los muertos vuelvan a su mundo junto con Gaspar, el altar se cierra y autodestruye, para evitar que algún hombre vuelva a tener contacto con el más allá.
Ya al día siguiente, Valentina es llevada a Valladolid (Morelia) con sus tíos no sin antes de besar a Leo demostrándole su amor, Andrés se casa con la hija del chamán, y Leo decide regresar a Puebla.
En una escena poscréditos, se ve a Leo en una carreta, después a un hombre con ojos rojos que le habla y le dice que lo estaba esperando y termina el filme.

## Reparto
| Personaje                    | Actor de voz            |
| ---------------------------- | ----------------------- |
| Leo San Juan                 | Benny Emmanuel          |
| El Alebrije de la Biblioteca | Rafael Inclán           |
| Don Andrés Artasánchez       | Andrés Couturier        |
| Rousseau                     | Andrés Couturier        |
| Teodora Villavicencio        | Mayté Cordeiro          |
| Chichi                       | Humberto Solórzano      |
| Valentina / Luis             | Ale Müller              |
| Evaristo                     | Eduardo España          |
| Fray Godofredo               | Andrés Couturier        |
| Don Gaspar                   | José Luis Orozco        |
| Tiro y Pujo                  | Humberto Solórzano      |
| Finado                       | Jesús Guzmán            |
| Anselmo                      | Pedro D'Aguillón Jr.    |
| Gloria                       | Diana Alonso            |
| Denise                       | Diana Alonso            |
| Juez                         | Eduardo Tejedo          |
| Melitón                      | Paco Mauri              |
| Resendo                      | Miguel Ángel Ghigliazza |
| Ramón                        | Gustavo Bocardo         |
| Suegro Tzulik                | Gerardo Reyero          |
| Xóchitl Ahuactzin            | Annie Rojas             |
| Moribunda                    | Romina Marroquín Payró  |
| El Charro Negro              | Blas García             |
| Ricardo                      |                         |
| Madre                        | Angélica Villa          |
| Bebé                         |                         |
| Monja                        | Gloria Obregón          |
| Soldado                      | Irwin Daayán            |
| Vendedora de Tamales         | Ángeles Bravo           |

## Lanzamiento

### Mercadotecnia
El 1 de noviembre de 2014, el Parque Guanajuato Bicentenario abrió en ocho salas una muestra temporal titulada La leyenda de las momias de Guanajuato, la exposición, en la que se presentó material de la producción que incluyó trabajos de investigación, bocetos, secuencias de animación, grabaciones de voz y pruebas de sonido.

### Estreno
El 9 de abril de 2014, Videocine Distribución publicó un primer teaser trailer en su canal oficial de YouTube. En este, Leo y Teodora atraviesan un endeble puente de madera al interior de una de las minas en Guanajuato, cuando en eso, son advertidos por la presencia de las momias. Uno de los peldaños del cruce cae al vacío junto con la lámpara de queroseno que cargaba Leo, quien también cae y termina atorado a la intemperie. Teodora, por su parte, aprovecha el momento para tomarse una selfi junto a Leo y con las momias al fondo, dejando un poco de lado la seriedad de la situación. El avance llegó a acumular más de 400 000 reproducciones.
Al cabo de unos meses, el 12 de septiembre, Ánima Estudios hizo lo propio liberando el avance oficial de la cinta en su cuenta de YouTube. La fecha de apertura se fijó para el 30 de octubre —mismo mes en el que se estrenó la anterior entrega—, a vísperas de la celebración internacional de Halloween.

## Reconocimientos
La leyenda de las momias de Guanajuato fue nominada en la categoría de Mejor Película de Animación para los Premios Platino del año 2015.

## Secuelas
Al final (en la escena que sigue a los títulos de crédito) Leo despierta en una carreta en medio de la nada para notar la presencia de un charro sombrío y tenebroso, quien le informa de que lo ha estado esperando. Ello sugiere al espectador que alguna de las posibles secuelas tratará sobre la Leyenda del Charro Negro.
El 10 de marzo de 2016 Ánima Estudios anunció mediante sus redes sociales el nombre de la secuela, La leyenda del Chupacabras, estrenada el 21 de octubre de 2016 y en la que Leo se reencuentra con Nando y enfrenta a chupacabras.